# 朱安渤
新會康惠王朱安渤（1515年—1563年），明朝周藩第二代新會王，新會恭簡王朱同鏘的嫡長子。

## 生平
嘉靖八年（1529年）十月，朱安渤襲封新會王。
嘉靖四十二年（1563年），朱安渤去世，享年四十九歲，諡康惠。五年後，庶長子朱睦樒襲爵。

## 家庭

### 妻
- 姚氏，嘉靖十六年（1537年）十二月冊為新會王妃[4]

### 子
- 庶長子：新會王朱睦樒